# Gomesa bifolia
Gomesa bifolia är en orkidéart som först beskrevs av John Sims, och fick sitt nu gällande namn av Mark W. Chase och Norris Hagan Williams. Gomesa bifolia ingår i släktet Gomesa och familjen orkidéer. Inga underarter finns listade i Catalogue of Life.

## Bildgalleri

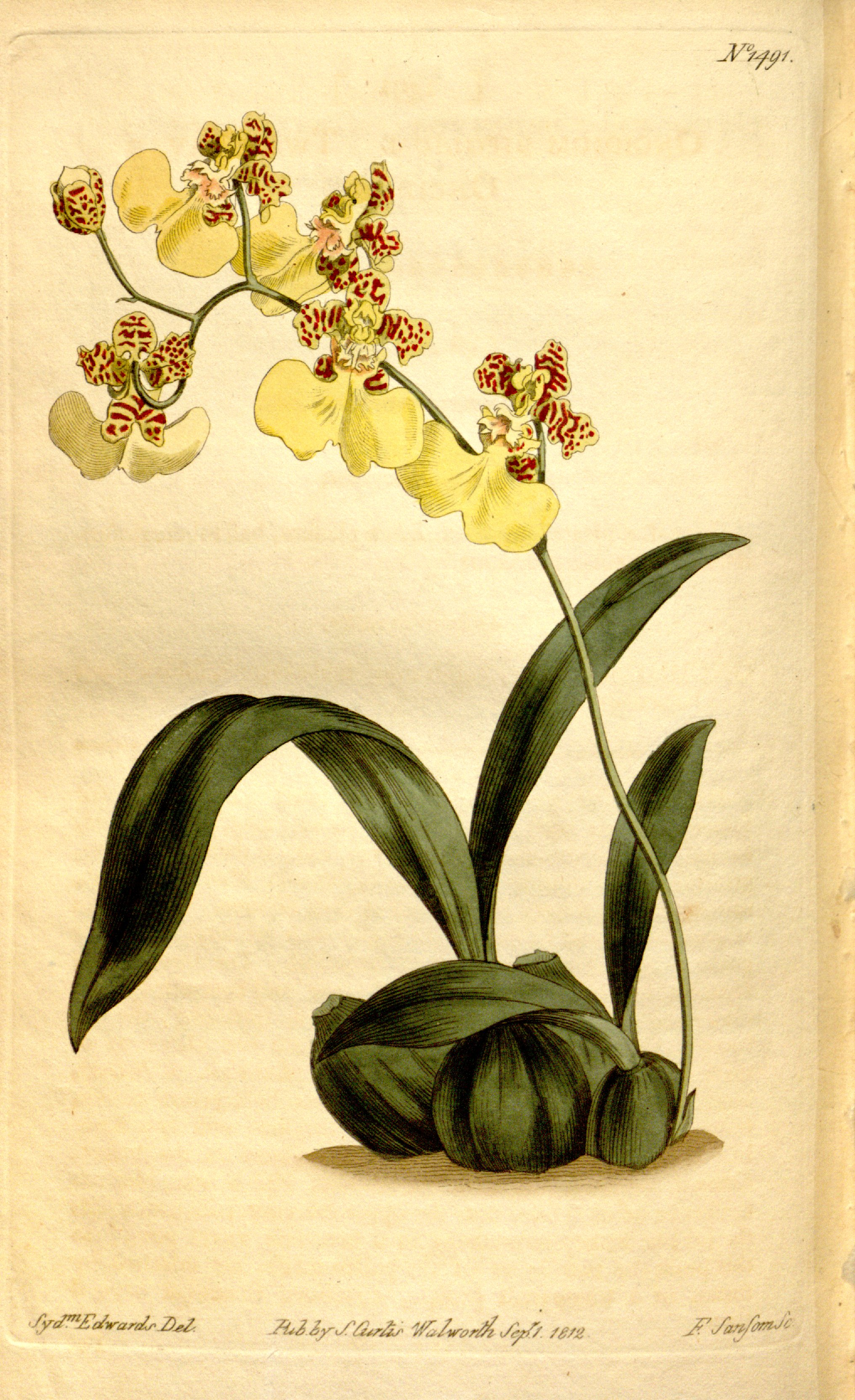
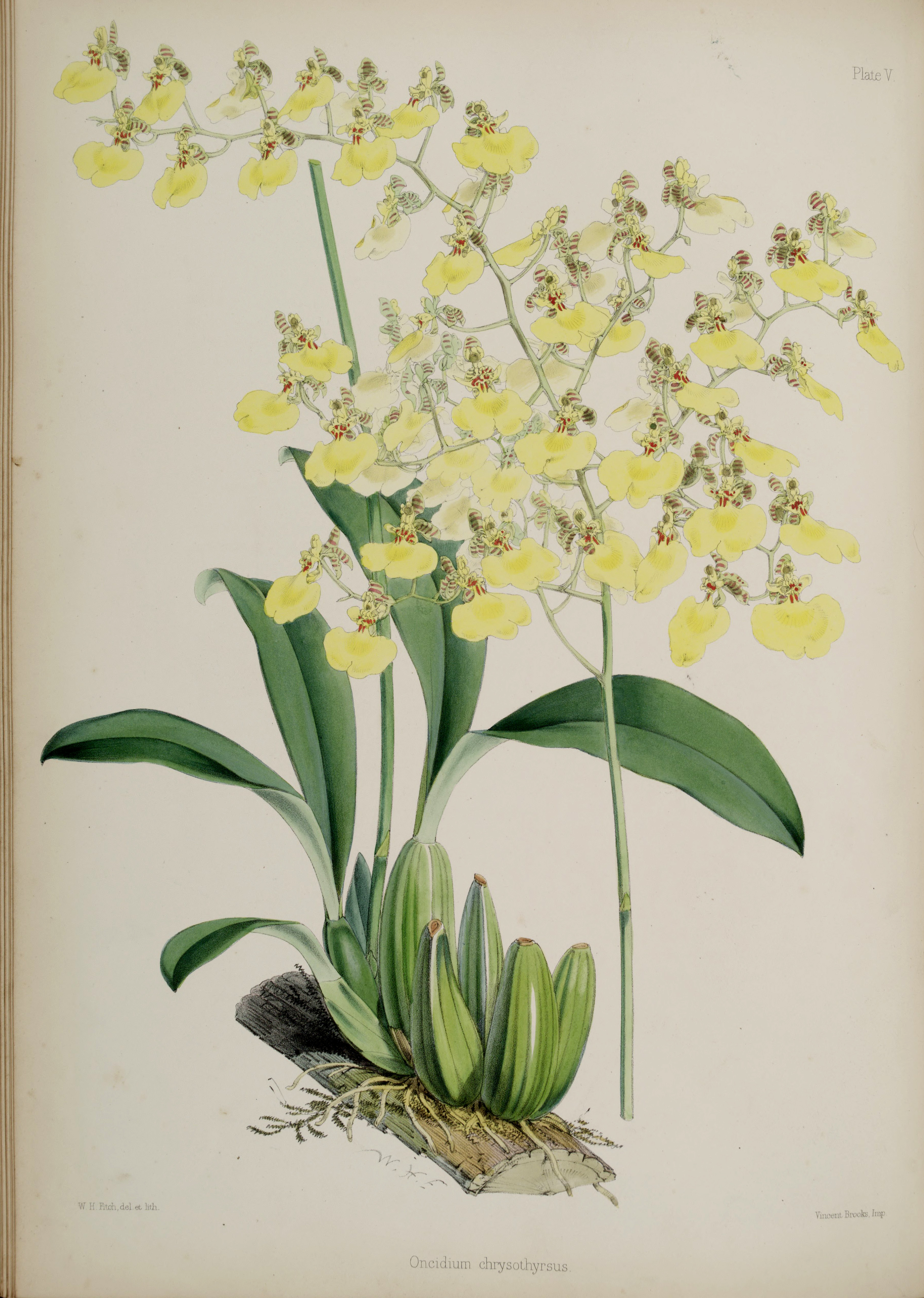
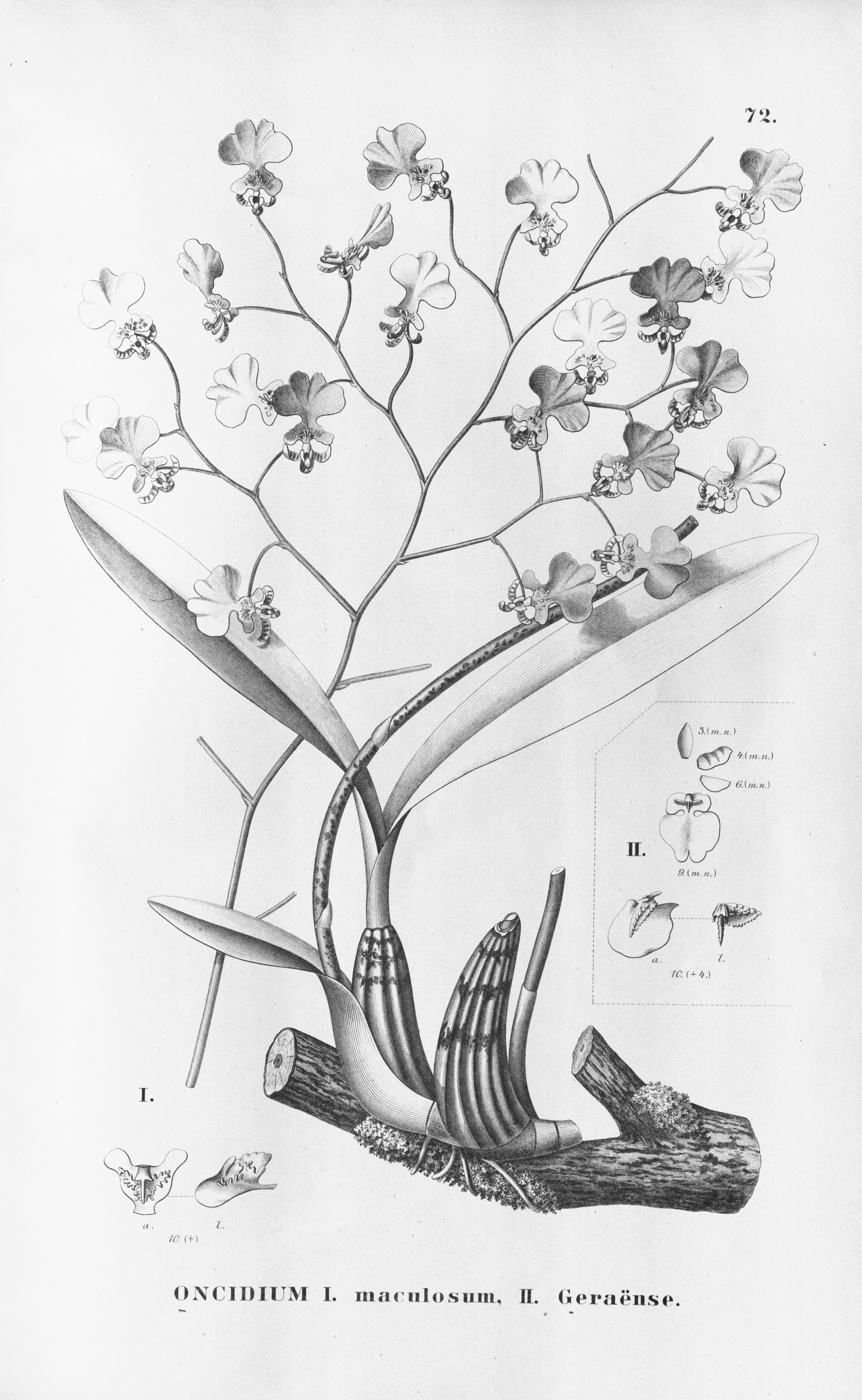
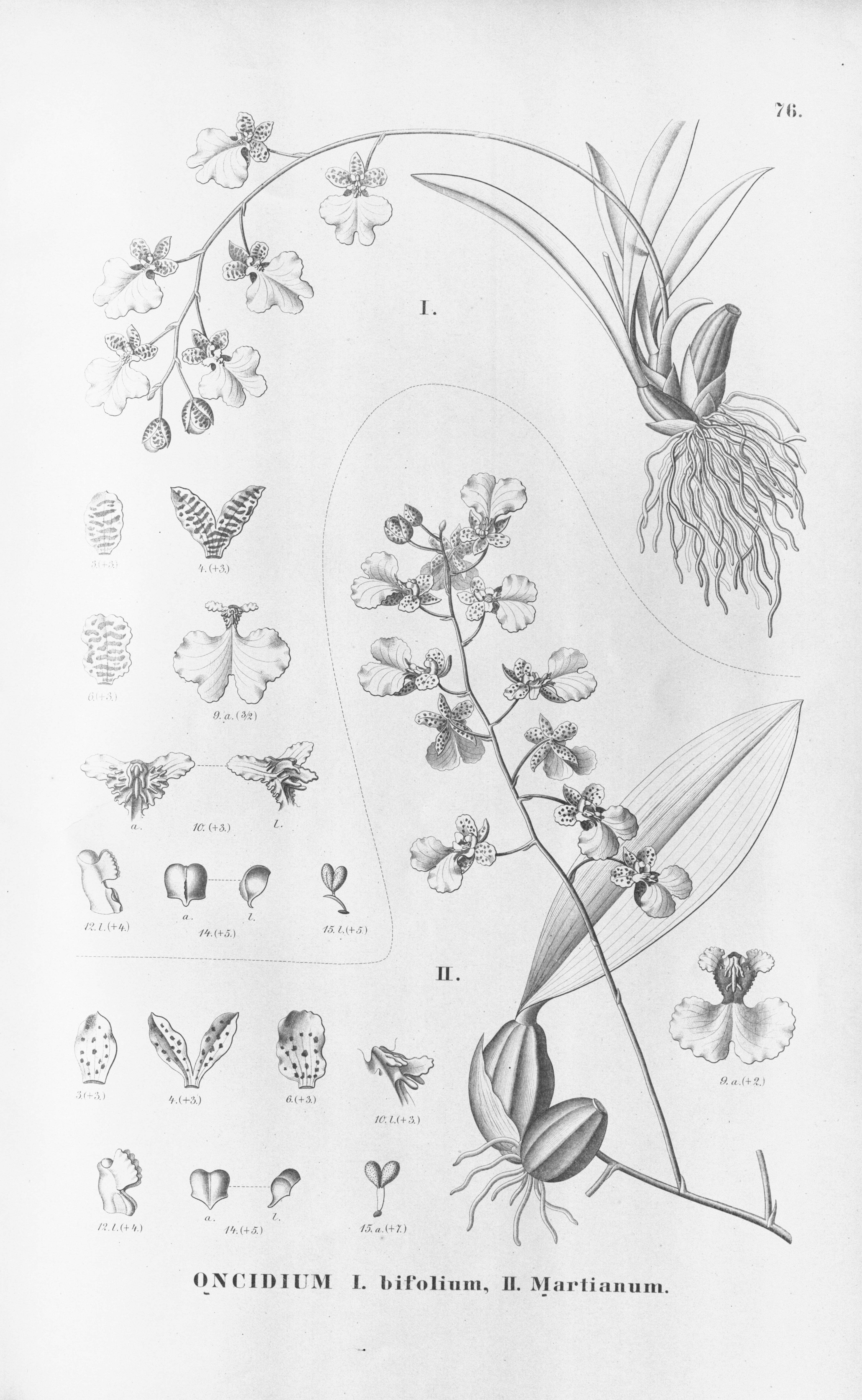